# Vardeis
Els vardeis (en llatí vardaei, en grec antic Οὐαρδαῖοι), també anomenats ardiais (grec αρδιαῖοι) per Estrabó, eren una tribu d'Il·líria que vivia a l'altre costat de l'illa de Faros, segons Claudi Ptolemeu i Plini el Vell, mentre que altres fonts el situen a la regió del puig Ardian, al centre de Dalmàcia.
Titus Livi diu que el cònsol Servi Fulvi Flac els va sotmetre l'any 135 aC. Eren un dels pobles que parlaven les llengües il·líries.